# 아에로스파시알 가젤

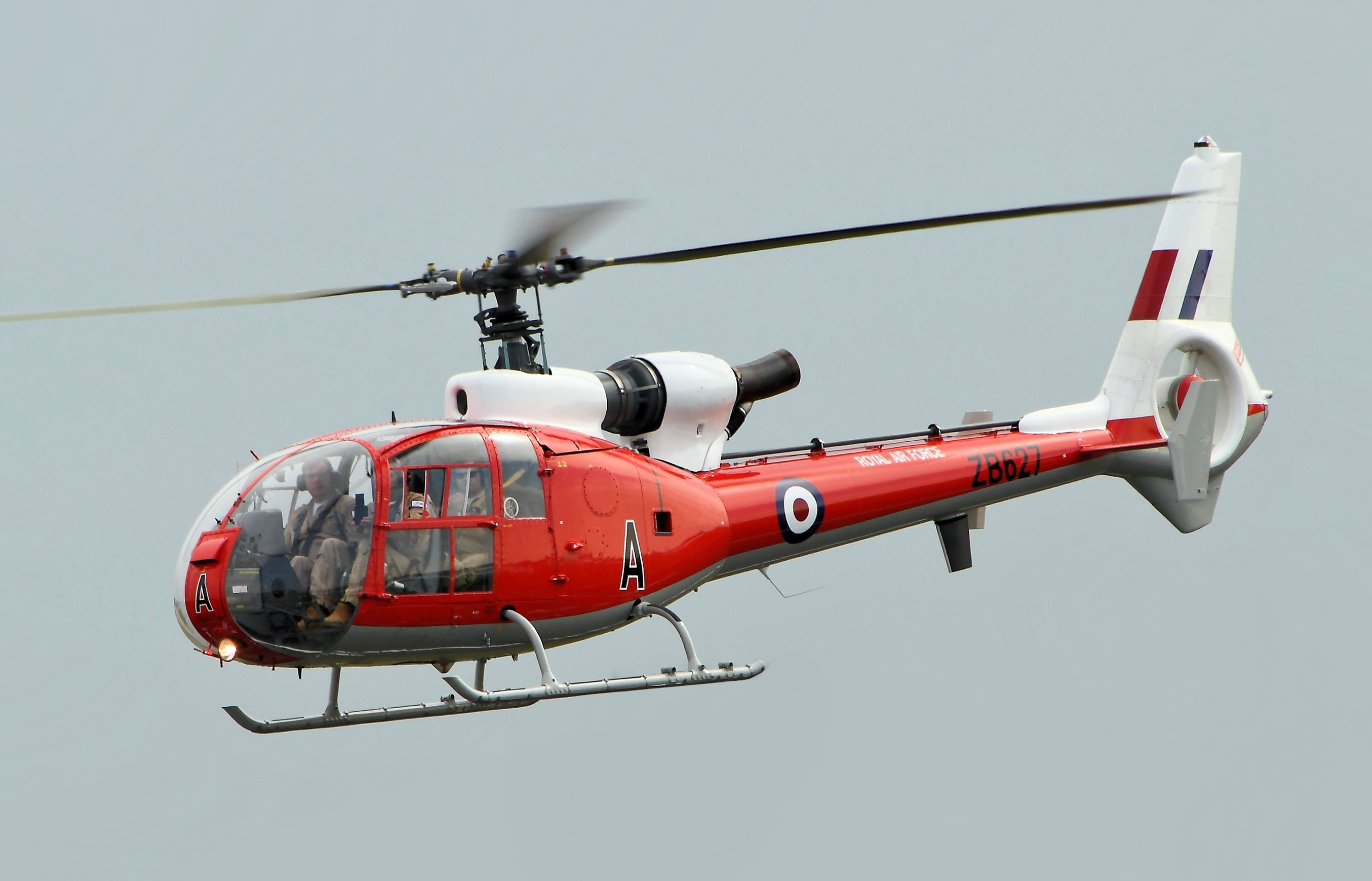

아에로스파시알 가젤(Aérospatiale Gazelle, 회사 명칭: SA 340, SA 341 및 SA 342)은 프랑스 항공기 회사 쉬드 항공에서 개발하고 처음 생산한 5인승 헬리콥터이며, 나중에는 아에로스파시알에서 생산했다. 기존의 꼬리 로터 대신 페네스트론 꼬리를 특징으로 하는 최초의 헬리콥터이며, 계기 비행 규칙에 따라 단일 조종사 운항에 맞게 조정된 최초의 헬리콥터이다.
가젤은 1960년대에 알루엣 II(Alouette II)의 후속 모델로 개발되었으며, 프랑스 육군의 새로운 경량 관측 헬리콥터 요구 사항을 충족했다. 가젤은 이전 알루엣 시리즈보다 상당히 크지만 여전히 단일 터보메카 아스타주(Turbomeca Astazou) 터빈 엔진으로 구동된다. 페네스트론을 제외한 가젤 설계의 혁신에는 개발 시작부터 최소한의 유지 관리 요구 사항과 반경성 복합 로터 시스템 사용에 중점을 두었으며, 후자는 상당한 개발 시간이 필요했다. 1967년 2월, 프랑스와 영국은 협력 협정을 체결하여 웨스트랜드 에어크래프트](Westland Aircraft)가 영국 영토에서 가젤을 생산하고 쉬드 항공과 협력하여 가젤의 향후 개량 및 업그레이드를 진행하기로 했다. 1967년 4월 7일, 가젤이 첫 비행을 했다.
최초의 작전용 가젤은 1971년에 도입되었다. 처음에는 이 유형의 제조 라인이 프랑스와 영국에 모두 설립되었지만 나중에는 유고슬라비아의 SOKO와 이집트의 아랍 브리티시 헬리콥터 컴퍼니(Arab British Helicopter Company, ABHCO)에서 라이선스를 받아 제조되었다. 대전차 공격기(SA 342M), 경지원(SA 341F), 대공 변형과 같은 역할에 맞춰진 여러 무장 변형이 프랑스 군대의 다양한 부대를 위해 즉시 생산되었다. 가젤은 영국 군대의 모든 부대, 즉 왕립 공군, 왕립 해군(왕립 해병대 지원 포함), 영국 육군에서 다양한 역할로 비행했다. 가젤은 다양한 수출 고객이 조달하고 운영했다. 일반적으로 군사적 용도로 운영되어 경형 수송, 정찰 및 경공격 임무를 수행했지만, 가젤은 민간 운영자에게도 사용되었다.
긴 서비스 수명 동안 가젤은 1982년 레바논 전쟁 중 시리아, 1990년대 르완다 내전 중 르완다, 1991년 걸프 전쟁의 양측에 참여한 수많은 참여자를 포함하여 전 세계의 수많은 갈등에 참여했다. 21세기에 많은 운영자가 가젤을 새로운 회전익 항공기로 교체하는 과정에 있었다. 프랑스에서 가젤은 공격 헬리콥터로 더 크고 현대적인 유로콥터 타이거로 대체되었지만, 정찰 헬리콥터 역할에서 얼마 동안 활동했다. 많은 운영자가 지속적인 서비스를 위해 회전익 항공기를 업그레이드하기로 선택했으며, 이 유형은 2024년 현재도 여러 국가에서 사용되고 있다. 생산은 1996년에 종료되었다.

## 같이 보기
- 아에로스파시알 알루에트 III
- 벨 OH-58 카이오와

### 참고 문헌
- McGowen, Stanley S. (2005). 《Helicopters: An Illustrated History of Their Impact》. ABC-CLIO. ISBN 1-85109-468-7.